# Bělá pod Bezdězem
Bělá pod Bezdězem (německy Weisswasser) je město v okrese Mladá Boleslav, na okraji Středočeského kraje. Leží 11 km severozápadně od Mladé Boleslavi a 49 kilometrů severovýchodně od Prahy. Žije zde přibližně 4 800 obyvatel. Historické jádro města je od roku 1992 městskou památkovou zónou. Městem protéká regionálně významná říčka Bělá, podle níž se město jmenuje.

## Historie

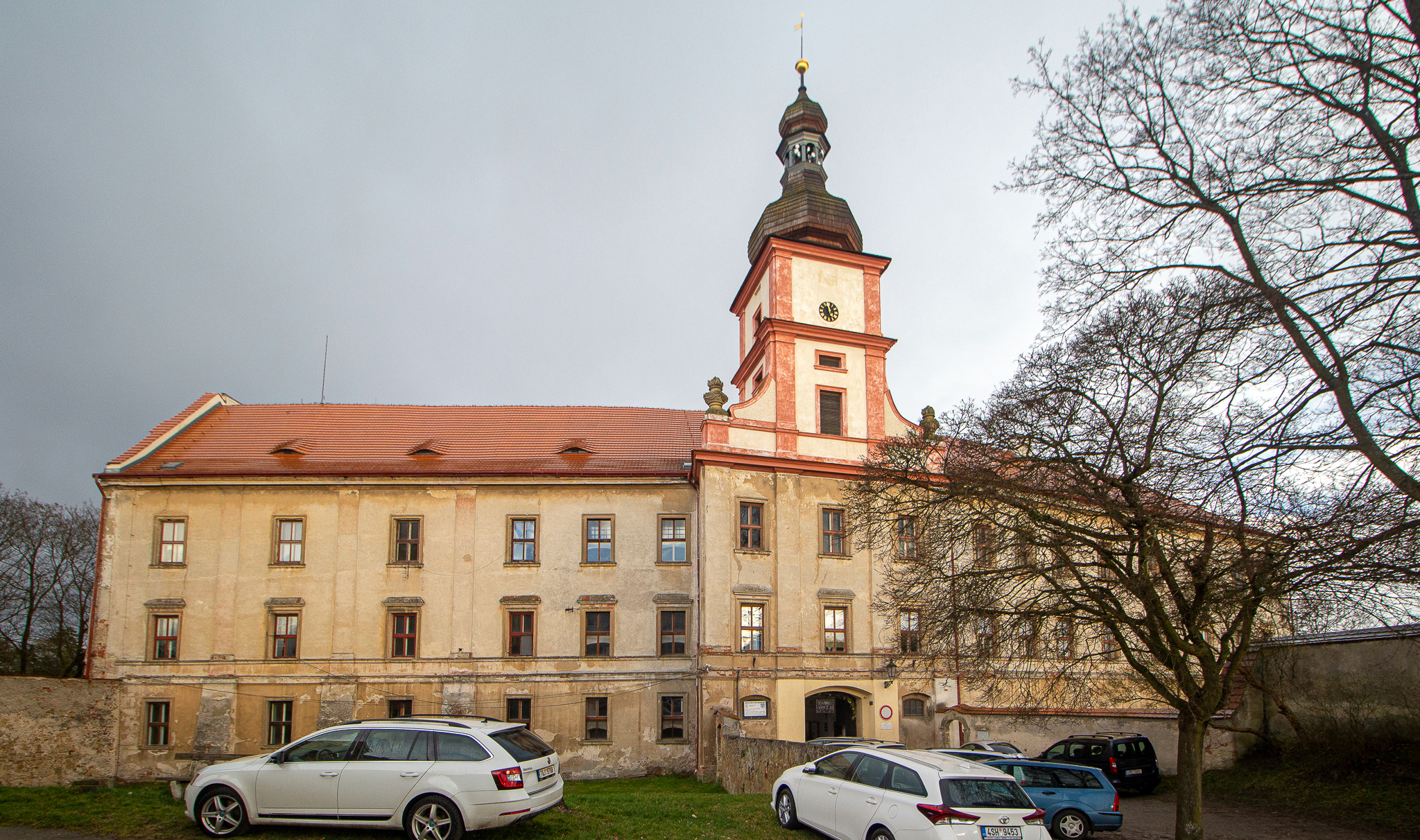
Zámek v Bělé pod Bezdězem

### Původní obec
Obec Bezděz byla založena Kunrátem a Hertvíkem z Kravař v roce 1264. 22. října téhož roku byla povýšena Otakarem II. na město. Město trpělo nedostatkem vody, a proto v roce 1337 nechal Hynek Berka z Dubé se svolením krále vystavět město nové blíže říčce Bělé a přenesl na něj práva původního.

### Nové místo i jméno

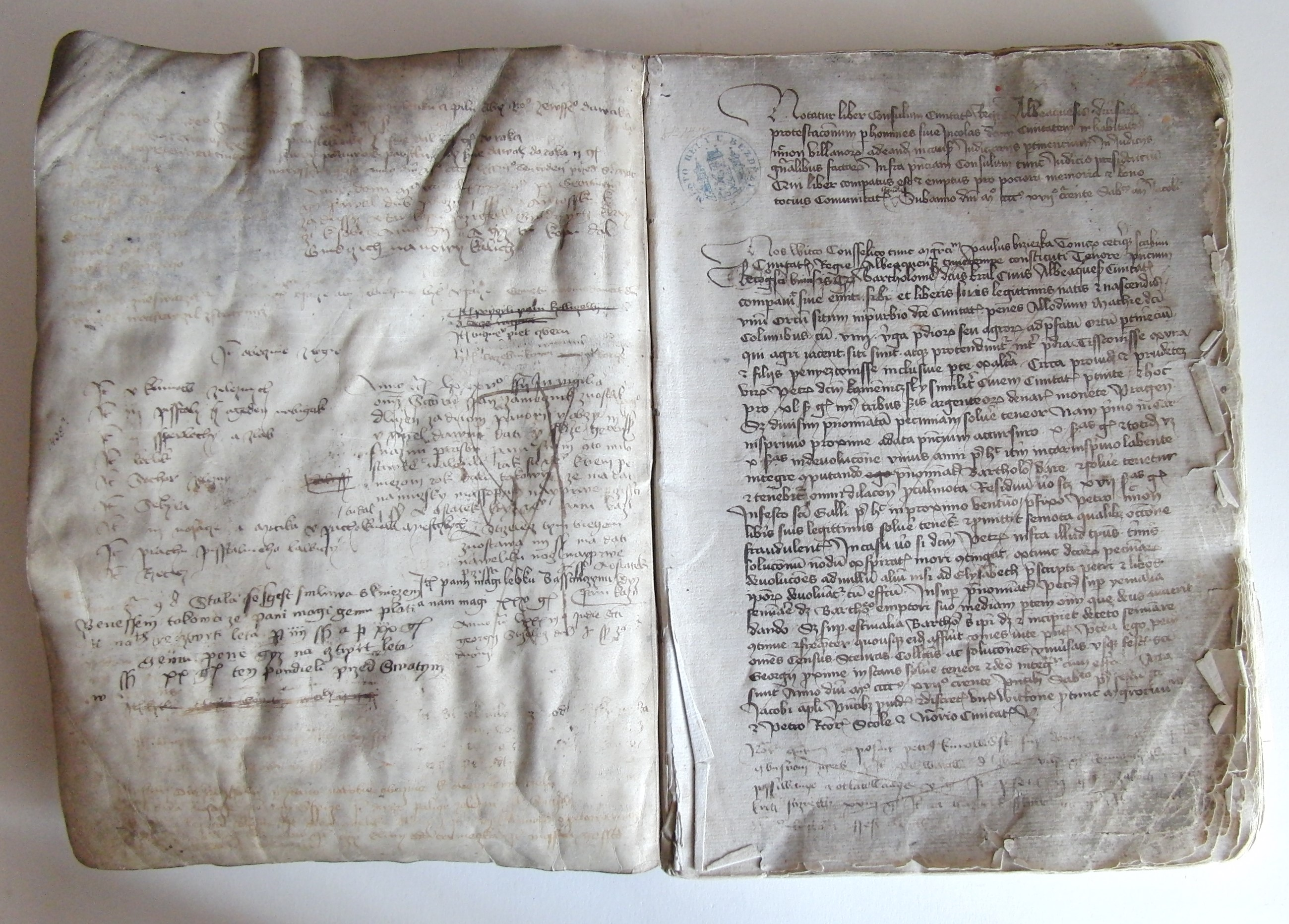
Nejstarší městská kniha Bělé pod Bezdězem z let 1417-1514 (SOkA Mladá Boleslav)

Zakládací listina byla vydána 24. dubna 1337 a nově založené město bylo pojmenováno Nový Bezděz. Jméno se však neujalo a brzy se i pro město vžil název blízkého potoka – Bělá. Za vlády Václava IV. se rozvíjející město dostalo do majetku pánů z Michalovic a bez panovnické podpory se výstavba zastavila. Během husitských válek byla dvakrát dobyta a obsazena. V roce 1468 rod Michalovických vymřel a držba města se několikrát měnilo.

### Změny v16. století
Jan Janovic nechal roku 1502 vybudovat vodovod. V období let 1514 až 1521 zde fungovala českobratrská tiskárna a v 16. století se zde vyrábělo sukno. Koncem 16. století byl vlastníkem města a panství bělsko-kuřivodského Jan Berka z Dubé a Lipé. Když roku 1582 zemřel, město převzal Aleš Berka z Dubé a Lipé. Začal s přestavbou zámku a konšelům, které často peskoval, koupil radnici. V roce 1599 se po úmrtí manželky pominul a zastřelil. Město a panství převzal jeho strýc Bohuchval Berka z Dubé a Lipé, který v přestavbě zámku pokračoval. O rozsáhlý majetek (měl i Kuřívody) přišel po bitvě na Bílé hoře, kdy emigroval ze země.

### Od 17. století

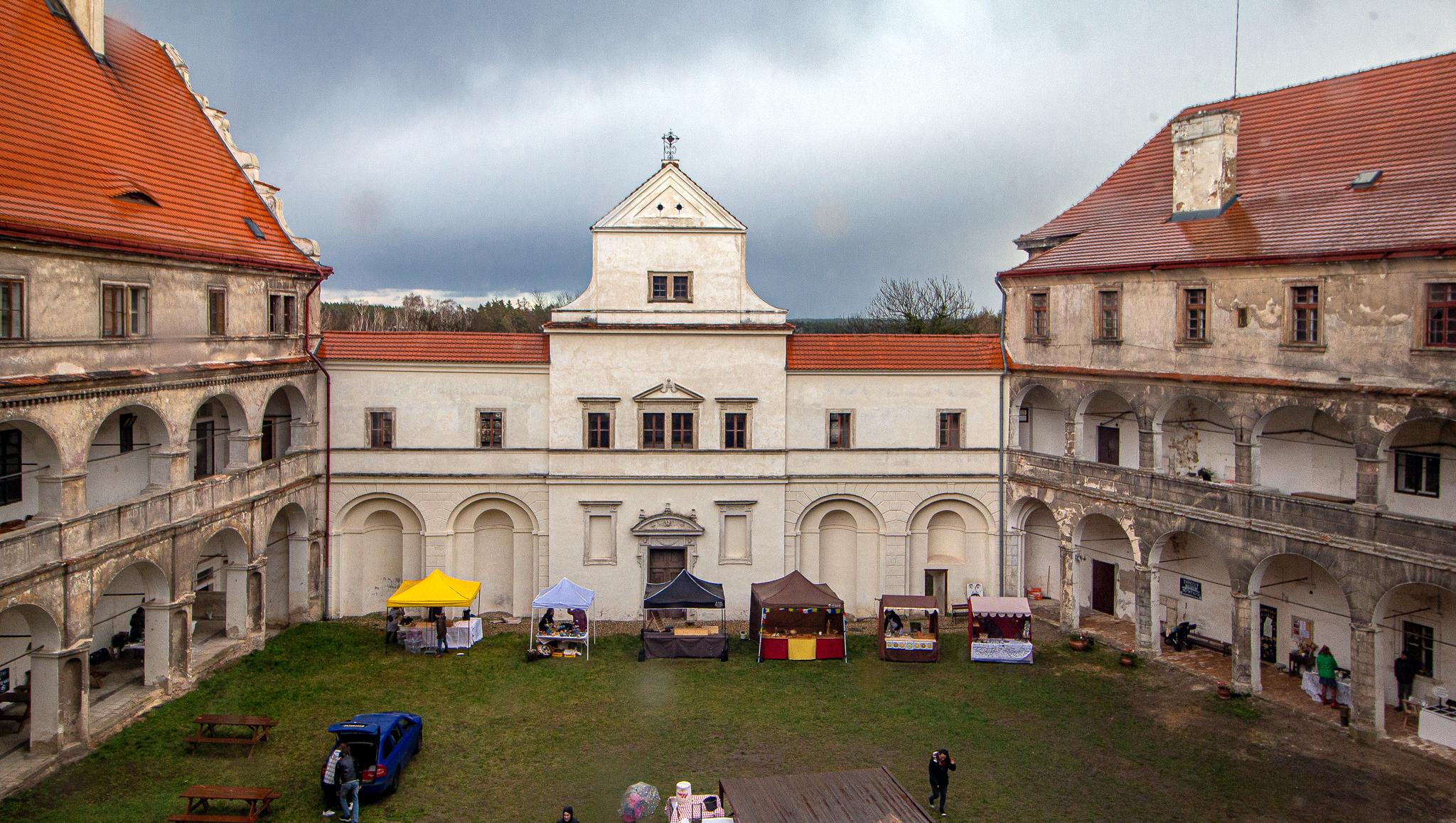
Kaple svatého Josefa na nádvoří bělského zámku

Roku 1622 koupil statky Albrecht z Valdštejna. Po něm vlastnil Bělou markrabě Carretto-Millesimo. V roce 1678 koupil Bělou Arnošt z Valdštejna. Valdštejnové drželi Bělou až do roku 1848.
Roku 1696 vznikla papírna, která se později začala rozšiřovat a v roce 1765 byla v zámku zřízena manufaktura zaměstnávající hlavně osiřelé děti a mládež. Pak se Bělá stala místem okresního zastupitelstva a soudu. Po roce 1918 zde okres byl zrušen, ve třicátých letech zanikla textilka. V roce 1938 se po německém záboru převážně německojazyčného pohraničí ocitla Bělá na samé hranici protektorátu ze tří stran bezprostředně obklopená Říšskou župou Sudety.

### Územněsprávní začlenění
Dějiny územněsprávního začleňování zahrnují období od roku 1850 do současnosti. V chronologickém přehledu je uvedena územně administrativní příslušnost města v roce, kdy ke změně došlo:
- 1850 země česká, kraj Jičín, politický okres Mladá Boleslav, soudní okres Bělá[9]
- 1855 země česká, kraj Mladá Boleslav, soudní okres Bělá[9]
- 1868 země česká, politický okres Mnichovo Hradiště, soudní okres Bělá[9]
- 1939 země česká, Oberlandrat Jičín, politický okres Mnichovo Hradiště, soudní okres Bělá pod Bezdězem[10]
- 1942 země česká, Oberlandrat Praha, politický okres Mladá Boleslav, soudní okres Bělá pod Bezdězem[11]
- 1945 země česká, správní okres Mnichovo Hradiště, soudní okres Bělá pod Bezdězem[12]
- 1949 Liberecký kraj, okres Doksy[13]
- 1960 Středočeský kraj, okres Mladá Boleslav[14]

### Rok 1932

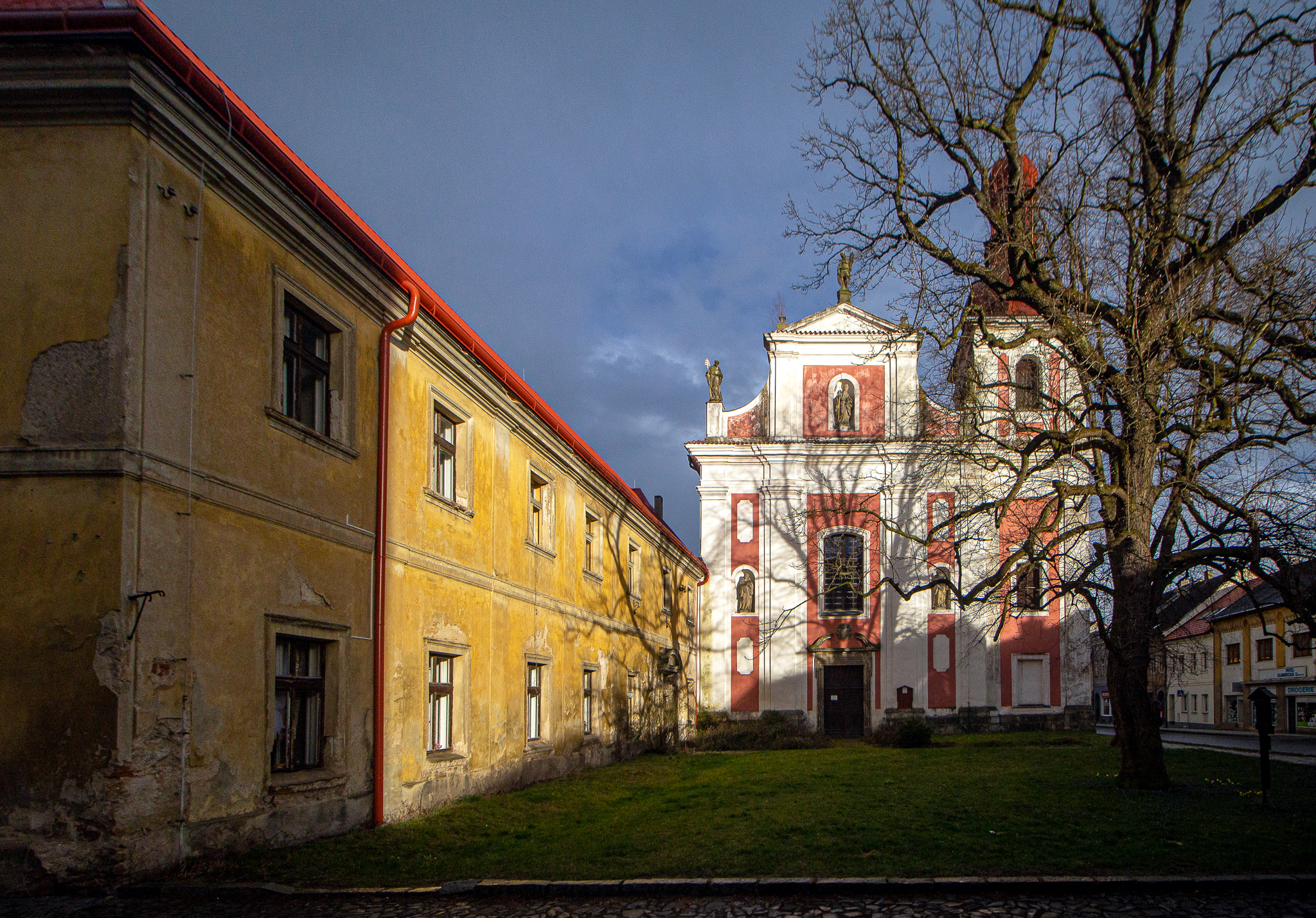
Kostel sv. Václava a augustiniánský klášter

Ve městě Bělá pod Bezdězem s 3114 obyvateli v roce 1932 byly evidovány tyto úřady, živnosti a obchody:
- Instituce a průmysl: poštovní úřad, telegrafní úřad, telefonní úřad, okresní soud, berní úřad, četnická stanice, katolický kostel, klášter Augustiánů, společenstvo obchodních živností, společenstvo různých živností, 4 sbory dobrovolných hasičů, elektrárna, továrna na papír a lepenky, továrna na lihoviny, 4 mlýny, 4 pily, pletárna, Městská spořitelna, občanská záložna, stavební silniční podnikatelství, škrobárna, textilní továrna, 2 velkostatky.
- Služby (pouze výběr): 4 lékaři, zvěrolékař, advokát, notář, 8 autodopravců, bio invalidů, 2 drogerie, 2 fotoateliéry, 3 hodináři, 24 hostinců, 3 hotely Merkur, U Lva, Hlavsa, 2 kapelníci, knihtiskárna, lázně, lékárna, 3 stavitelé, zubní ateliér.

Ve vsi Vrchbělá s 390 obyvateli (v roce 1932 samostatné vsi, ale která se později stala částí Bělé pod Bezdězem) byly evidovány tyto živnosti a obchody: 2 hostince, 2 obchody se smíšeným zbožím, 2 rolníci, kovář, obuvník, spořitelní a záložní spolek, 2 trafiky.

### Po druhé světové válce
Po invazi vojsk Varšavské smlouvy do Československa v roce 1968 byla v Bělé umístěna sovětská vojska. Byla zde mj. základna nosičů jaderných zbraní země-země (byly-li někdy osazeny jadernými hlavicemi se spekuluje, oficiálně nebylo potvrzeno) a odpalovací rampy. Nosiče byly odvezeny při odsunu vojsk v roce 1991.
Právo užívat vlajku bylo městu uděleno rozhodnutím Poslanecké sněmovny Parlamentu České republiky dne 27. června 2001.

## Přírodní poměry
Ve východním cípu správního území leží národní přírodní památka Klokočka a přírodní památka Valcha. Na východním konci města se nachází přírodní památka Paterovské stráně.

## Obyvatelstvo

### Počet obyvatel
Počet obyvatel je uváděn za Bělou pod Bezdězem podle výsledků sčítání lidu včetně místních části, které k nim v konkrétní době patří. Je patrné, že stejně jako v jiných menších městech Česka počet obyvatel v posledních letech roste. V celé bělské aglomeraci nicméně žije necelých 5 tisíc obyvatel.
| 1869  | 1880  | 1890  | 1900  | 1910  | 1921  | 1930  | 1950  | 1961  | 1970  | 1980  | 1991  | 2001  | 2011  | 2021  |
| ----- | ----- | ----- | ----- | ----- | ----- | ----- | ----- | ----- | ----- | ----- | ----- | ----- | ----- | ----- |
| 4 274 | 4 214 | 4 351 | 4 622 | 5 381 | 5 106 | 5 662 | 4 334 | 4 642 | 4 842 | 4 923 | 4 736 | 4 789 | 4 890 | 4 725 |

| 1869 | 1880 | 1890 | 1900 | 1910 | 1921 | 1930  | 1950  | 1961  | 1970  | 1980  | 1991  | 2001  | 2011  | 2021  |
| ---- | ---- | ---- | ---- | ---- | ---- | ----- | ----- | ----- | ----- | ----- | ----- | ----- | ----- | ----- |
| 679  | 706  | 720  | 752  | 803  | 858  | 1 074 | 1 102 | 1 005 | 1 038 | 1 058 | 1 288 | 1 330 | 1 396 | 1 465 |

## Pamětihodnosti

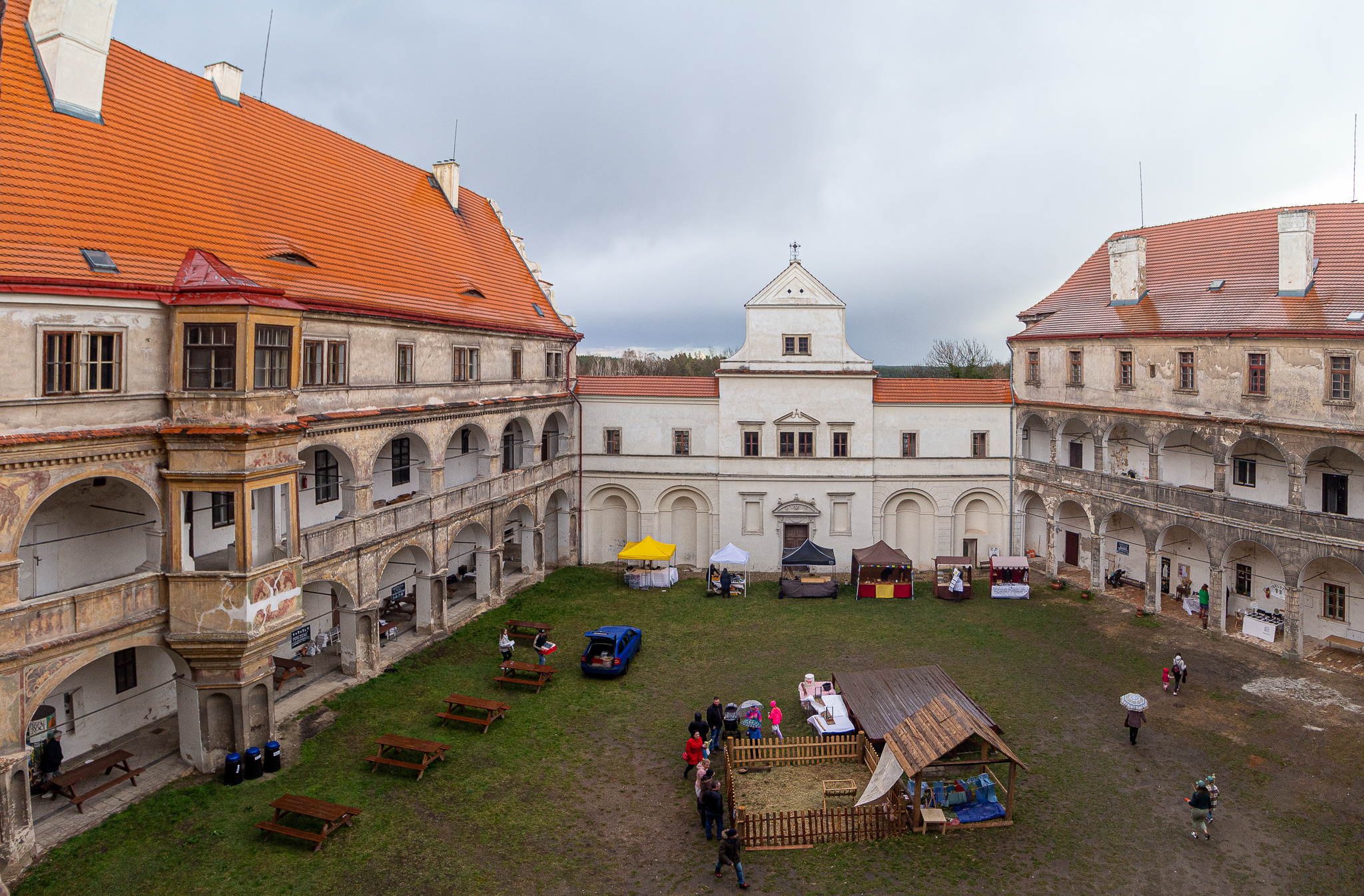
Zámek

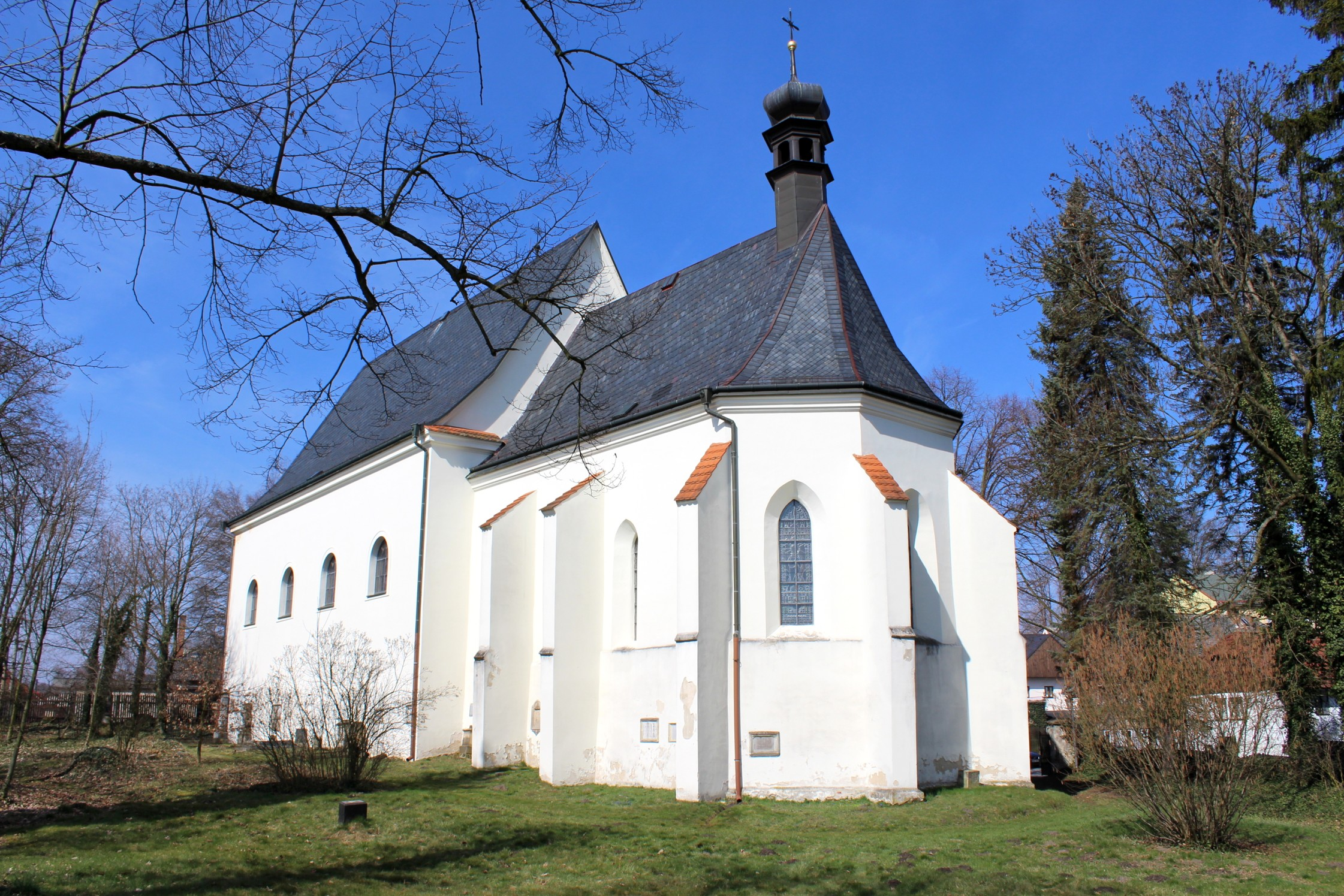
Děkanský kostel Povýšení sv. Kříže

Městská památková zóna má 11 částí, objektů.

### Zámek
Barokní pětitraktová budova s 30 metrů vysokou věží. Původně zde stávala gotická tvrz, pak došlo k řadě přestaveb, zejména v roce 1689. V zámku je umístěno Muzeum Podbezdězí a informační centrum s expozicemi. Většina prostor byla po roce 1947 přebudována na byty. Součástí je i zámecká kaple svatého Josefa z roku 1629.

### Česká brána a městské opevnění
Česká brána ze 14. století je poslední z někdejších čtyř věží na vchodech do města, součást mohutných hradeb. Je vysoká 13 metrů, doplněná hranolovitou věží.

### Augustiniánský klášter s kostelem sv. Václava
Klášter Řádu sv. Augustina s kostelem sv. Václava, založený roku 1345 Hynkem Berkou z Dubé. Klášter byl roku 1571 opuštěn, ač nebyl poškozený. V roce 1633 došlo k přestavbě. Kostel byl poškozen husity a přestavěn do dnešní podoby v letech 1709 až 1712. Řeholníci zde působili do roku 1950, kdy byl klášter, stejně jako mnoho jiných, násilně zlikvidován.

### Kostel Povýšení sv. Kříže
Farní chrám Povýšení sv. Kříže byl postaven ve 14. století současně s nově zakládaným městem. Po požáru v roce 1635 byl roku 1650 barokně přestavěn. Velké opravy se dočkal roku 1881. Před kostelem stojí hrobka Josefa Tieftrunka.

### Socha sv. Jana Nepomuckého
Barokní socha z roku 1722. Původně stála v jihovýchodní části náměstí, po roce 1919 byla přesunuta před kostel Povýšení sv. Kříže.

### Radnice se šatlavou
Radnice na náměstí byla postavena v roce 1613. Během přestavby mezi lety 1849 až 1851 bylo přistavěno patro. Součástí areálu je také šatlava z roku 1852.

### Městský dům čp. 85
Obytný roubený patrový dům s mansardovou střechou, s přistavěnou kamennou bránou, z konce 18. století. Stojí v západní části náměstí poblíž radnice.

### Městský dům čp. 86
Barokní roubený dům z konce 18. století s mansardovou střechou, segmentovým vjezdem a plochostropými interiéry v západní části náměstí.

### Děkanství
Areál fary se zahradou a hospodářským zázemím z roku 1807 v blízkosti kostela Povýšení sv. Kříže.

### Mariánský sloup
Byl vybudován na náměstí z iniciativy Arnošta Josefa z Valdštejna roku 1681 jako dík za zachránění města během morové epidemie.

### Pomník Na stráž
Figurální plastika Josefa Mařatky z roku 1931 v parku na náměstí. Pomník obětem první světové války.

## Významní rodáci
- Vojtěch Zuman (1792–1873), kněz, pedagog, církevní historik a národní buditel
- Josef August Bubák (1813–1858), malíř
- Josef Tieftrunk (1814–1889), osobní lékař císaře Ferdinanda I. Dobrotivého a mecenáš umění
- Karel Tieftrunk (1829–1897), aktivní člen českých kulturních organizací, autor učebnic a odborných textů v oblasti jazykovědy a historie
- Ferdinand Šimáček (1858–1935), pedagog a regionální historik
- Rudolf Vrba (1860–1939), duchovní, spisovatel a žurnalista
- František Zuman (1870–1955), vrchní finanční rada, historik a malíř
- Anuše Mittenhubrová (1875–1953), spisovatelka, překladatelka a redaktorka
- Ferdinand Veverka (1887–1981), diplomat a politik
- Václav Trégl (1902–1979), český filmový a divadelní herec
- Miloslav Disman (1904–1981), divadelní a rozhlasový režisér, dramaturg a pedagog, zakladatel Dismanova rozhlasového dětského souboru
- Vladislav Kruta (1908–1979), univerzitní profesor, vědec v oboru fyziologie, účastník zahraničního odboje za druhé světové války
- Vladimír Pachman (1918–1984), velmistr kompozičního šachu
- Luděk Pachman (1924–2003), šachový velmistr
- Luděk Maňásek (1929–2003), malíř, grafik, ilustrátor

## Školství
V prostorách zámku působila do roku 1904 Vyšší lesnická škola. V tomto roce se přestěhovala do větších prostor do 40 km vzdálených Zákup. Památkou na školu je pěkná parková úprava hlavního náměstí, kdysi tržiště.

## Sport
Ve městě sídlí klub amerického fotbalu Bělá Raiders hrající 2. ligu mužů, oddíl házené TJ Sokol Bělá pod Bezdězem hrající 2 ligu ČR a fotbalový klub SK Bělá pod Bezdězem.

## Doprava

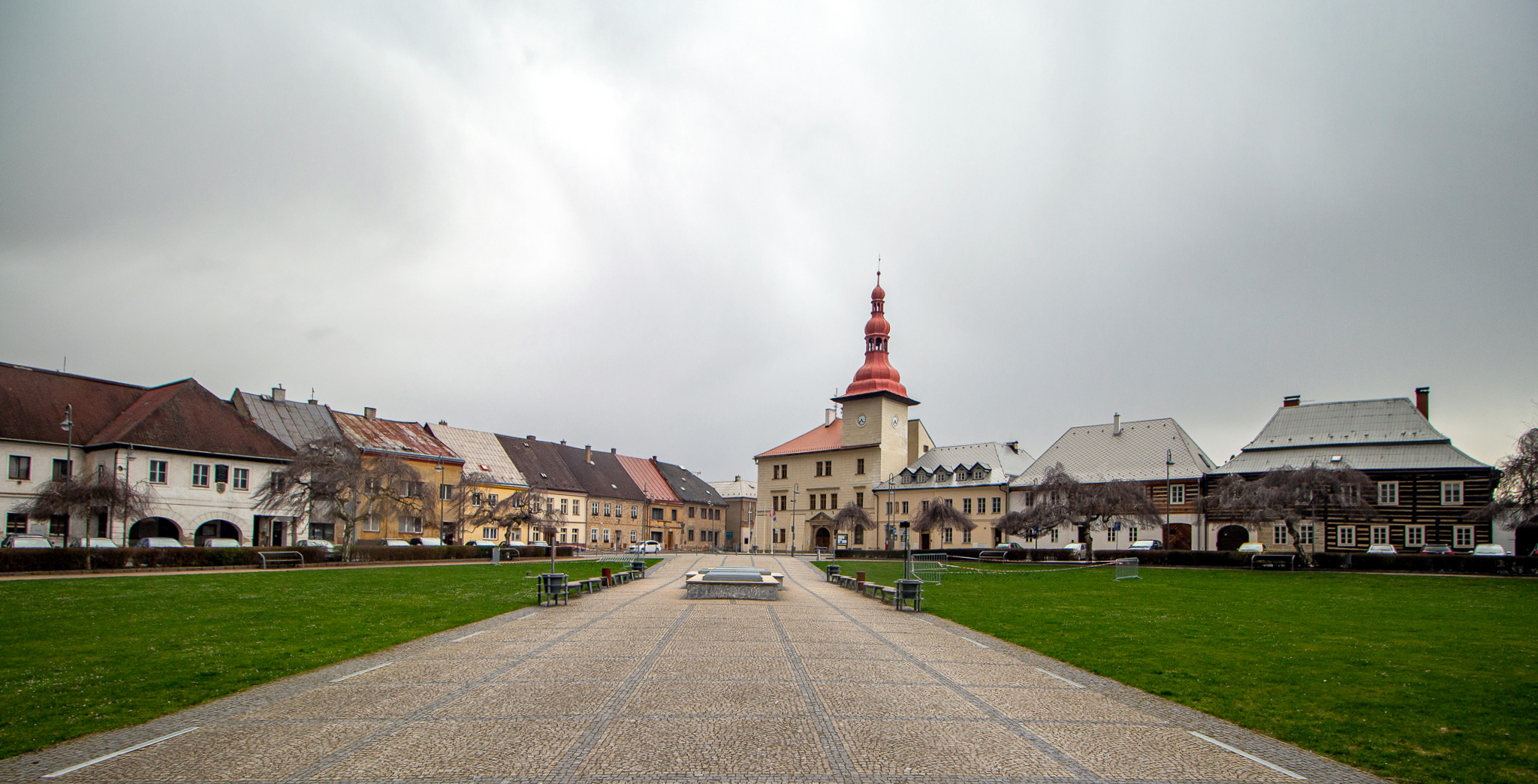
Náměstí v Bělé

### Silniční doprava
Okolo města vede silnice I/38 Jestřebí - Doksy - Bělá pod Bezdězem - Mladá Boleslav - Nymburk - Kolín. Spojuje oblast Českolipska se středními Čechami, pokračuje směrem na Havlíčkův Brod, Jihlavu a Znojmo až do Rakouska.
Z města vycházejí silnice II/276 Bělá pod Bezdězem - Bakov nad Jizerou - Kněžmost a II/272 Bělá pod Bezdězem - Bezno - Benátky nad Jizerou - Lysá nad Labem.

### Železniční doprava
Město leží na trati Bakov nad Jizerou – Jedlová. Jedná se o jednokolejnou celostátní trať, na níž byla doprava zahájena roku 1867. Ve stanici Bělá pod Bezdězem zastavují jak osobní vlaky z České Lípy do Bakova nad Jizerou, tak rychlíky linky D23 z Rumburka do Kolína. Dopravní zatížení v roce 2011 činilo obousměrně 5 rychlíků a 9 osobních vlaků.
Mezilehlá rychlíková železniční stanice Bělá pod Bezdězem (km 9,8) se nachází stranou od centra, na území města leží i dvě mezilehlé železniční zastávky Bělá pod Bezdězem město (v km 13,7 v lese 1,5 km od centra) a Bělá pod Bezdězem zastávka (v km 6,8 až u papírny) . Na katastru města se nachází ještě stanice Bezděz.

### Autobusová doprava
Z města vedly v červnu 2011 autobusové linky jezdící do následujících cílů: Doksy, Mimoň, Mladá Boleslav, Mnichovo Hradiště, Praha, Ralsko (dopravce TRANSCENTRUM bus) a linka do České Lípy a Doks(dopravce ČSAD Česká Lípa).
Městem projížděla v červnu 2011 dálková autobusová linka Polička - Chrudim - Hradec Králové - Jičín - Mladá Boleslav - Česká Lípa - Ústí nad Labem (denně 1 spoj tam i zpět) (dopravce Zlatovánek).

## Součásti

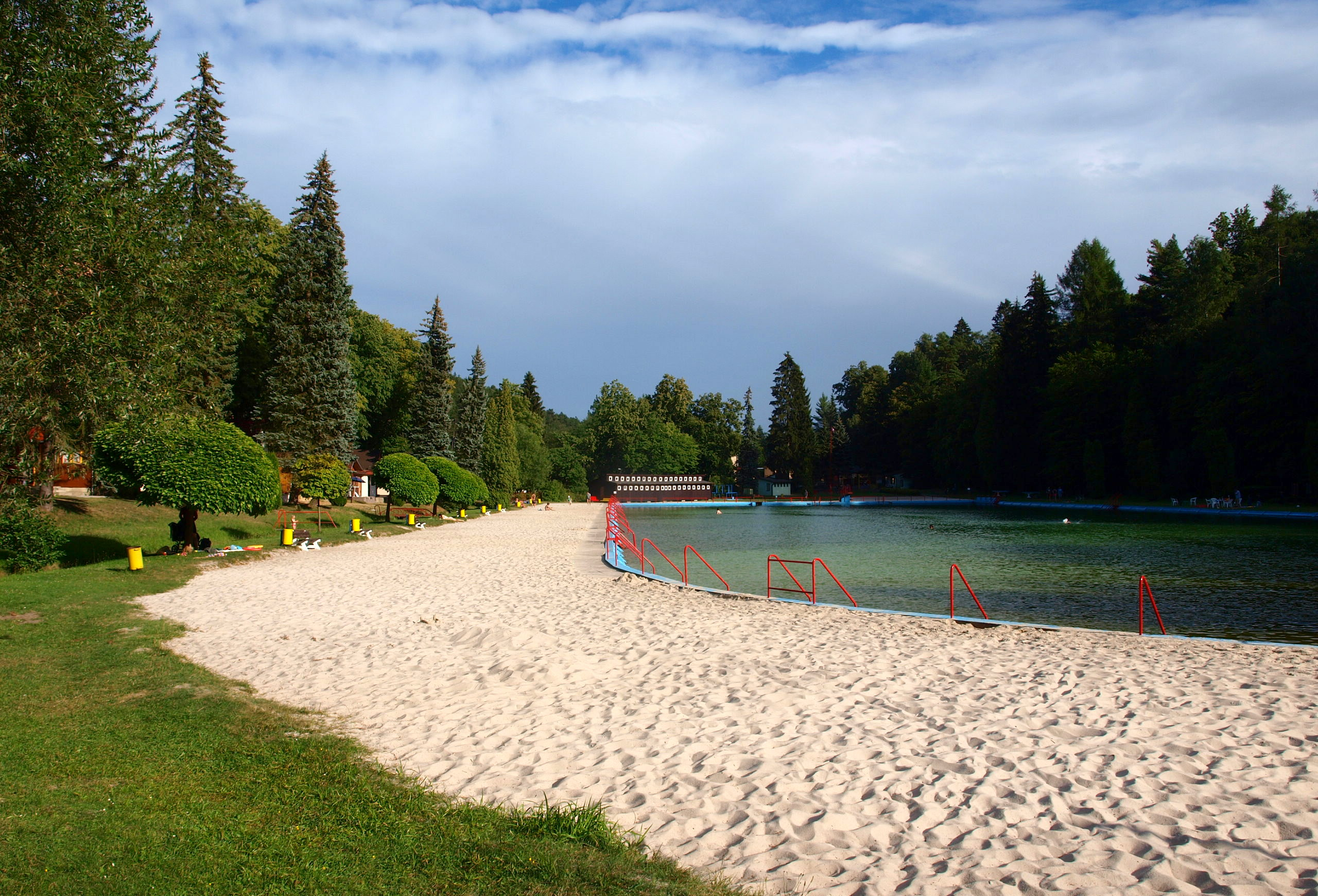
Bělá pod Bezdězem, koupaliště

Obec zahrnuje následující části obce:
- Bělá pod Bezdězem (Weisswasser)
- Bezdědice (Kleinbösig), částí Bělé jsou od roku 1986,[26] jejich území je exklávou
- Březinka, částí Bělé je od roku 1986[27]
- Hlínoviště (Leimgruben), částí obce je od roku 1961, dříve součástí Bělé jako osada[28]
- Vrchbělá (Neudorf), částí Bělé je od roku 1993[29]

Obec zahrnuje katastrální území Bělá pod Bezdězem, Bezdězice, Březinka pod Bezdězem a Vrchbělá. Obec zahrnuje 17 základních sídelních jednotek, mezi kterými je i Podolí, do roku 1930 uváděné jako samostatná osada.

## Partnerská města
- Groß-Bieberau, Německo
- Svätý Jur, Slovensko